# 保羅·金 (導演)
保羅·湯瑪斯·金（英語：Paul Thomas King），英格蘭男導演及編劇，主要從事電視、電影和戲劇工作，尤其擅長喜劇類型。他執導了BBC超現實喜劇電視劇《神奇动物管理员》（2004年至2007年）的全部20集，並於2005年獲得英國電視學院獎最佳新導演提名。
他憑藉在兒童喜劇電影《柏靈頓：熊愛趴趴走》（2014年）及其續集《柏靈頓熊熊出任務》（2017年）獲得英国电影学院奖最佳英国电影和最佳改編劇本提名。2023年，他執導並共同編劇了《旺卡》，票房口碑雙贏。

## 早年
保羅·金生於英格蘭漢普郡，1999年以英國一級榮譽學位畢業於剑桥大学圣凯瑟琳学院。

## 作品列表

### 電影
| 年份 | 節目名                 | 導演 | 編劇 | 附註 |
| ---- | ---------------------- | ---- | ---- | ---- |
| 2009 | 《史蒂芬的奇幻旅程》   | 是   | 是   |      |
| 2014 | 《柏靈頓：熊愛趴趴走》 | 是   | 是   |      |
| 2017 | 《柏靈頓熊熊出任務》   | 是   | 是   |      |
| 2023 | 《旺卡》               | 是   | 是   |      |
| 2024 | 《柏靈頓：熊熊去秘魯》 | 否   | 故事 |      |

### 電視
| 年份      | 節目名                               | 導演     | 編劇 | 附註              |
| --------- | ------------------------------------ | -------- | ---- | ----------------- |
| 2004      | 《加斯·马伦基的黑暗之地》            | 助理導演 | 否   | 6集               |
| 2004–2007 | 《神奇动物管理员》                   | 是       | 否   | 20集              |
| 2007      | 《狗臉》                             | 是       | 是   | 5集               |
| 2009      | 《神奇動物管理員現場：未來水手之旅》 | 是       | 否   | 現場表演錄製      |
| 2010–2011 | 《伴我双飞》                         | 是       | 否   | 6集               |
| 2011      | 《小薄饼》                           | 是       | 否   | 2集               |
| 2020      | 《太空部隊》                         | 是       | 否   | 2集；兼執行製片人 |

## 外部連結
- 保羅·金在互联网电影资料库（IMDb）上的資料（英文）